# Credit Europe Bank România
Credit Europe Bank România este o bancă comercială membră a grupului financiar Credit Europe Bank N.V. (CEB NV), parte a FIBA Group.
Banca oferă o gamă variată de produse și servicii financiare, inclusiv conturi curente, depozite, carduri de credit și debit, servicii de internet banking, credite de consum, credite pentru locuințe, credite pentru IMM-uri și soluții de finanțare pentru clienți corporate. Unul dintre produsele reprezentative ale băncii este CardAvantaj, care oferă posesorilor săi posibilitatea de a plăti în rate fără dobândă și beneficiază de bonusuri pentru fiecare tranzacție.

## Istoric
Banca de Credit Industrial și Comercial S.A. a fost înființată în 1993 și ulterior, în anul 2000, a fost achiziționată de Finansbank A.S., devenind Finansbank (România) S.A. În 2007, banca a suferit un rebranding și și-a schimbat denumirea în Credit Europe Bank (România) S.A. Banca și-a început activitatea pe piața bancară românească în primul trimestru al anului 2000, beneficiind de experiența și cunoștințele grupului CEB N.V. în evoluția economiilor de piață la nivel internațional.
Prin votul adunării generale extraordinare a acționarilor din 28 martie 2024, Credit Europe Bank (România) S.A. a aprobat în principiu fuziunea cu Credit Europe Bank N.V., o bancă olandeză. Această fuziune va transforma Credit Europe Bank (România) S.A. într-o sucursală a băncii mamă din Olanda. Procesul este complex și necesită aprobările autorităților de reglementare locale și olandeze.

## Premii
De-a lungul anilor, Credit Europe Bank (România) S.A. a primit recunoaștere și premii pentru produsele și serviciile sale, fiind apreciată în industrie pentru inovație și calitate.
- premiul Piața Financiară pentru cel mai bun produs bancar (2011)
- premiul FinMedia pentru cea mai intensă utilizare a produsului de Internet Banking (2011)
- premiată de către Western Union pentru 2009 – Cea mai bună promovare a serviciului Western Union la ghișeu (2010)
- Visa a desemnat CEB ca fiind Campionul Cardului de Credit (2009)
- Cel mai bun produs bancar – CardAvantaj premiat de FinMedia (2009)